# Arbre aloe
L'Arbre aloe, (Aloe dichotoma) també conegut amb el nom local de Kokerboom en afrikaans i Choje pels san, és una espècie d'aloe indígena del sud d'Àfrica, específicament de la regió del Cap i Namíbia. Aquesta espècie es va traslladar al gènere Aloidendron com a Aloidendron dichotomum el 2013.
Es tracta d'una de les 10 espècies més amenaçades pel canvi climàtic.
L'ús tradicional per part dels boiximans (san) era per a fer el carcaix per portar les fletxes i d'això en deriva el nom en anglès Quiver tree o en afrikaans Kokerboom que es tradueix per arbre de buirac.
Aloe dichotoma es cultiva al sud-oest dels Estats Units per a jardineria. És una planta de creixement molt lent i, per tant, cara.

## Galeria fotogràfica

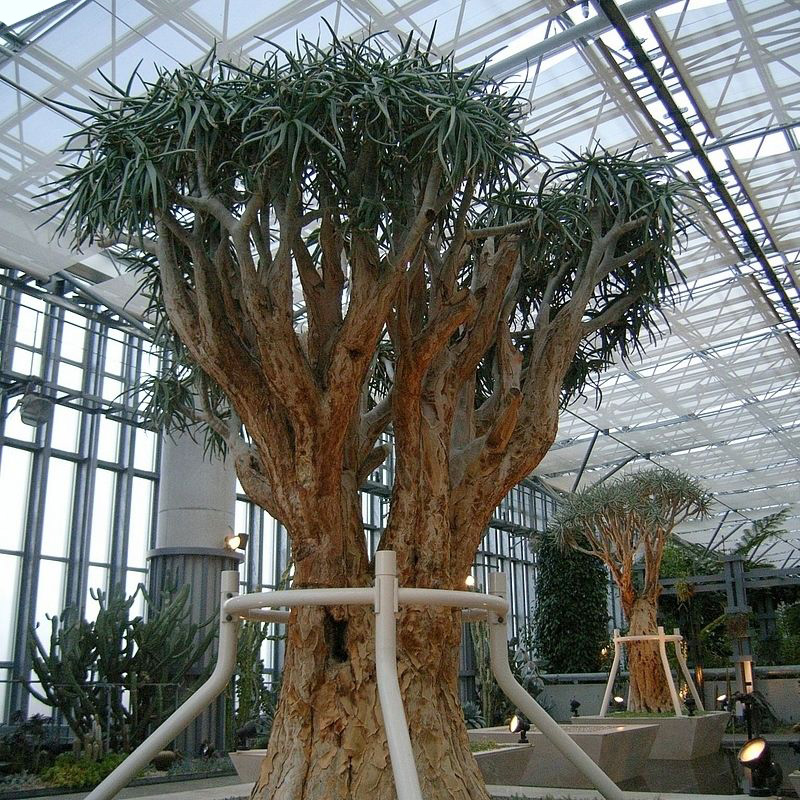
Arbres d'aloe en hiverncle
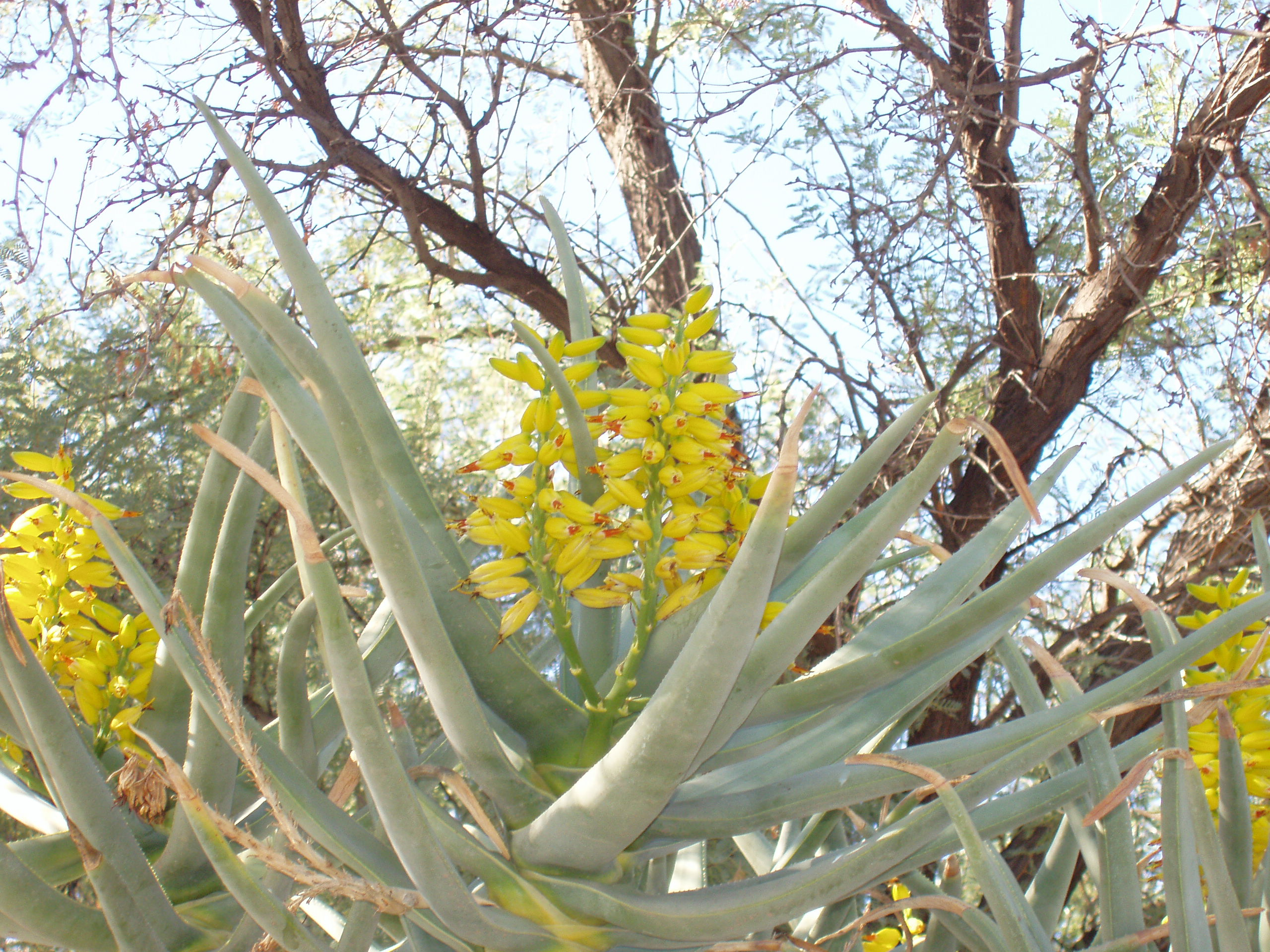
Aloe dichotoma florit
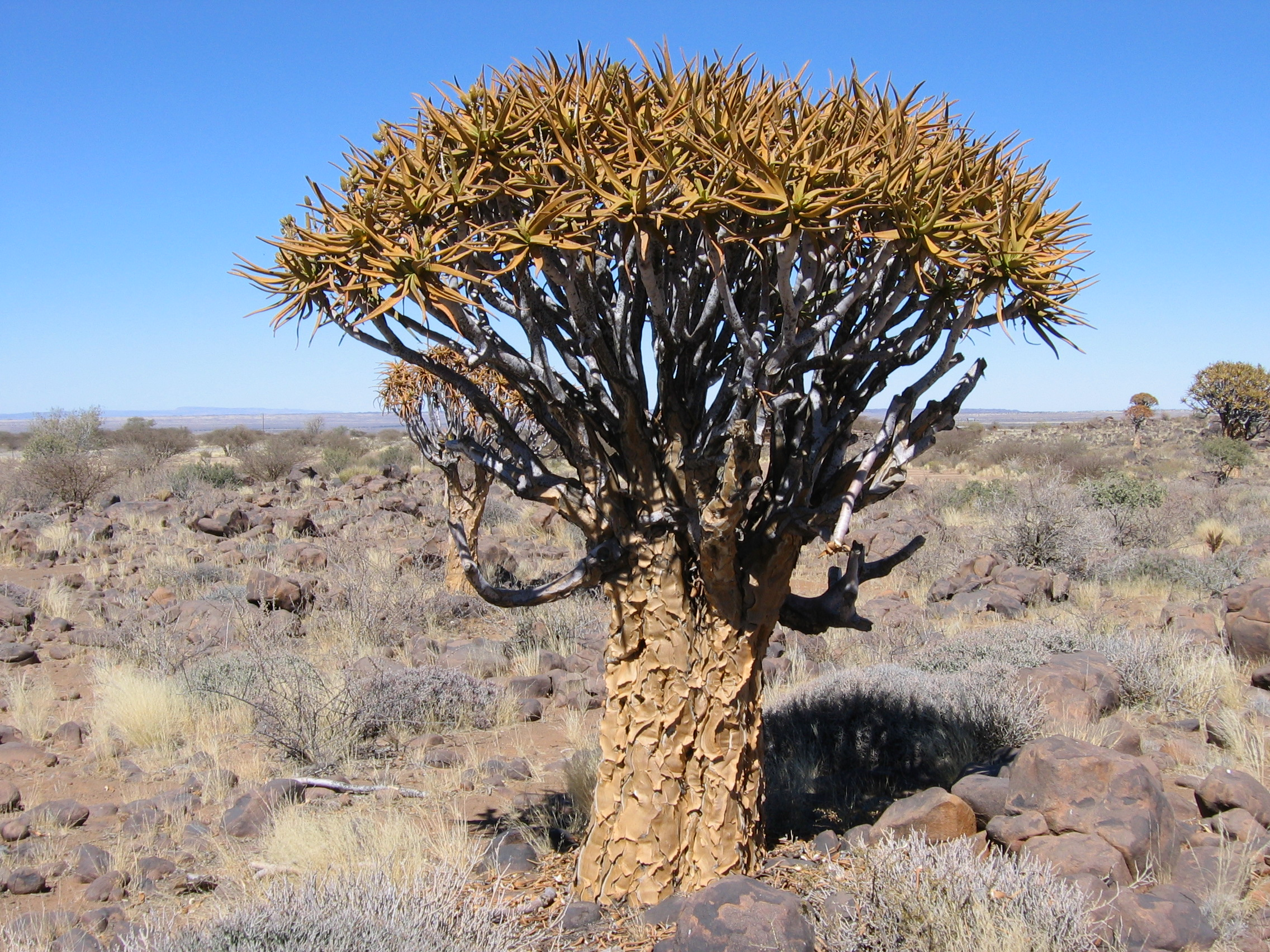
Arbres d'aloe al sud de Namíbia